# Odilon Redon

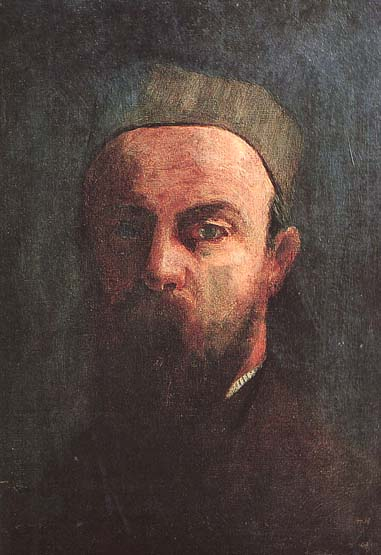
Selbstbildnis, Öl auf Leinwand, 1880 (Musée d’Orsay, Paris)

Odilon Redon, eigentlich Bertrand Redon (* 22. April 1840 in Bordeaux; † 6. Juli 1916 in Paris), war ein französischer Graphiker und Maler des Symbolismus und Mitbegründer der Société des Artistes Indépendants. Das Werk des Künstlers gliedert sich in eine frühe schwarze und eine (späte) farbige Phase.

## Leben

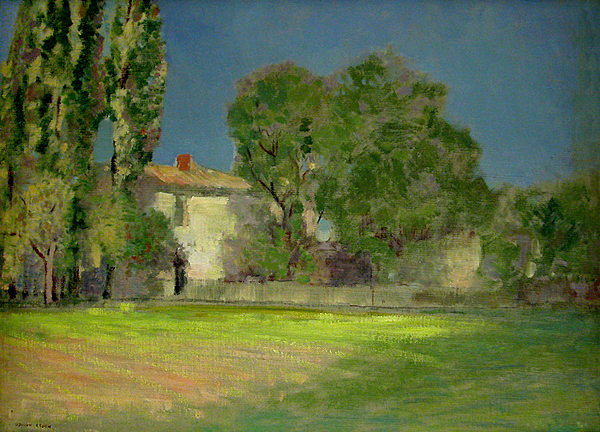
Chateau Peyre-Lebade, Pastellzeichnung, 1888 (Musée d’Orsay)

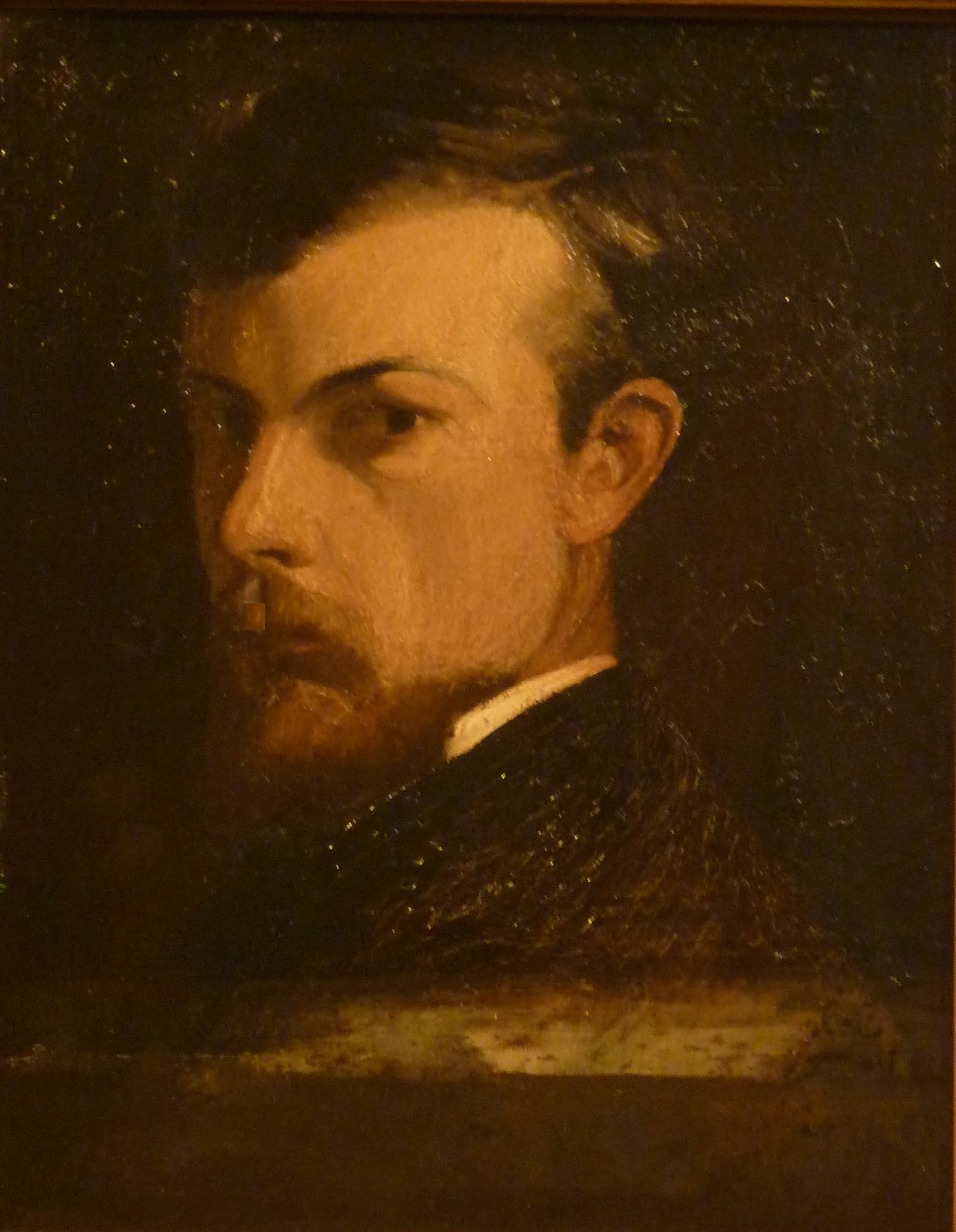
Mon portrait, Öl auf Holz, 1867 (Musée d’Orsay)

Redon wurde als zweiter Sohn des wohlhabenden Gutsbesitzers Bertrand Redon und seiner Frau Marie Guerin in Bordeaux geboren. Der Vater hatte 1835 das Weingut Chateau Peyre-Lebade im Médoc gekauft (es ging 1979 in den Besitz von Baron Edmond de Rothschild über). Seine Eltern lebten in Bordeaux und übergaben den Säugling einer Amme in Peyrelebade, einem Dorf nahe dem Gut, wo er – vermutlich wegen einer Epilepsie-Erkrankung – fern von den Eltern bei einem alten Onkel aufwuchs. Bereits als Junge interessierte er sich fast ausschließlich für das Zeichnen. Im Jahr 1855, mit 15 Jahren, nahm er Malunterricht im Aquarellieren; 1857 lernte er den Evolutionsbiologen Armand Clavaud (1828–1890) kennen. Seine Interessen galten daneben der Literatur, den Naturwissenschaften und der Musik. Sowohl 1862 als auch 1864 versuchte er auf Wunsch der Eltern vergeblich, die Aufnahmeprüfung an der École des Beaux-Arts für die Architekturklasse zu bestehen. 1864 ging er nach Paris, wo er das Atelier von Jean-Léon Gérôme besuchte, der an der École nationale supérieure des beaux-arts de Paris unterrichtete. Redon konnte sich für die akademische Malweise seines Lehrers, der als Meister des Neoklassizismus und als Salonmaler bekannt war, nicht begeistern. Seine ersten Radierungen in der Aquatinta-Technik standen unter dem Einfluss von Rodolphe Bresdin, einem Künstler, der Visionen hatte und der Redon mit seinen Mysterien vertraut machte.

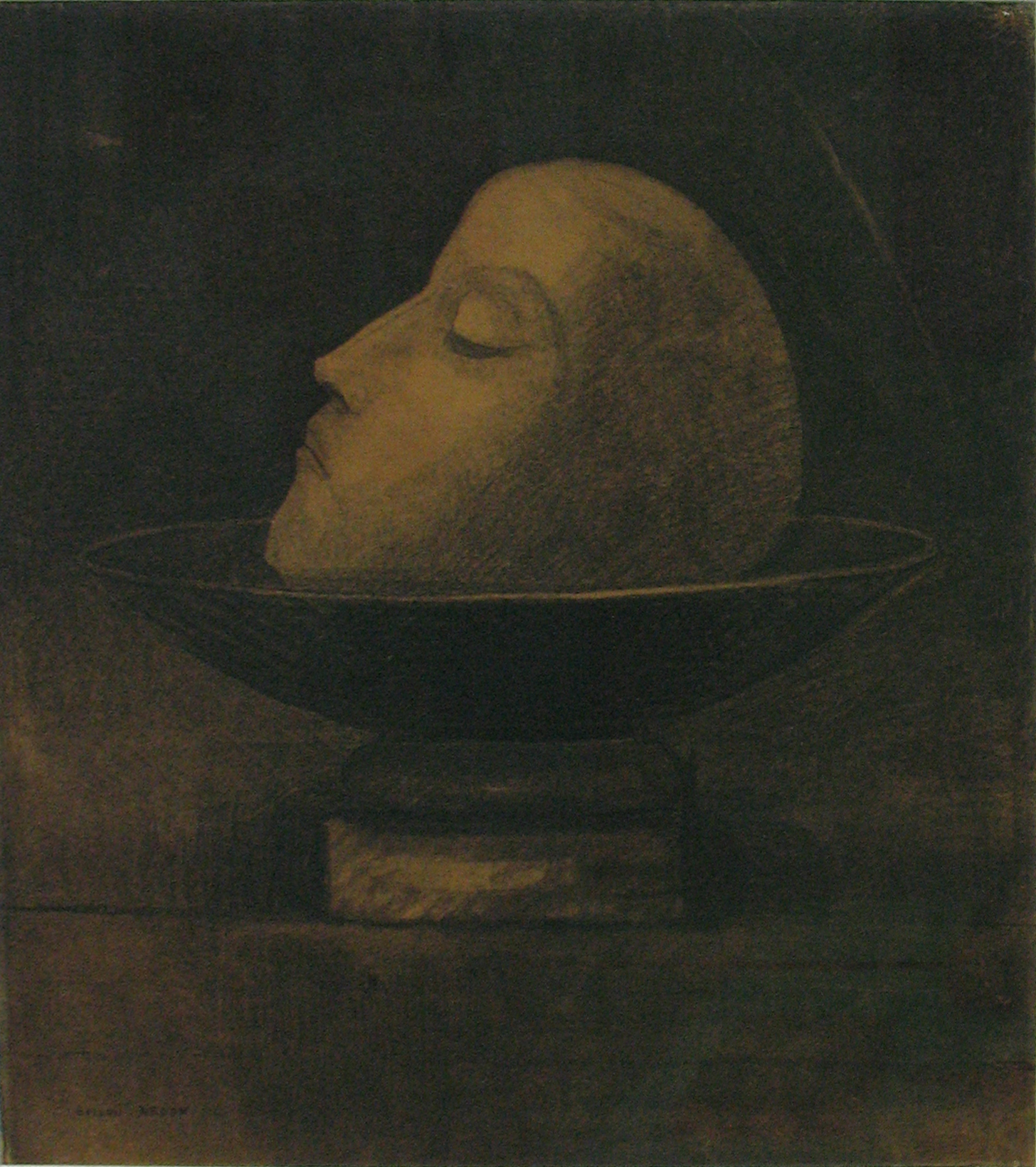
Kopf eines Märtyrers, 1877 (Kröller-Müller Museum, Otterlo, Niederlande)

Auf dem Salon de Paris 1868 stellten die von Redon bewunderten Künstler Gustave Courbet, Édouard Manet, Camille Pissarro und Jean-Baptiste Camille Corot aus, die für seine eigene Malerei zum Vorbild werden sollten. 1870/1871 nahm Redon als Infanterist am Deutsch-Französischen Krieg teil. Anschließend siedelte er vollständig nach Paris über, wo er von einem Einkommen lebte, das das elterliche Weingut abwarf. In dieser Zeit konzentrierte er sich auf die Technik der Kohlezeichnung (fusains). Er nahm intensiv am künstlerischen Leben der Stadt teil, seine literarischen Interessen galten Gustave Flaubert, Charles Baudelaire und Edgar Allan Poe. Redon unternahm zahlreiche Reisen und studierte in den Niederlanden das Werk Rembrandts und in Flandern jenes von Peter Paul Rubens. Die Sommermonate verbrachte er weiterhin in seinem Elternhaus, wo eine große Anzahl von Kohlezeichnungen entstanden.

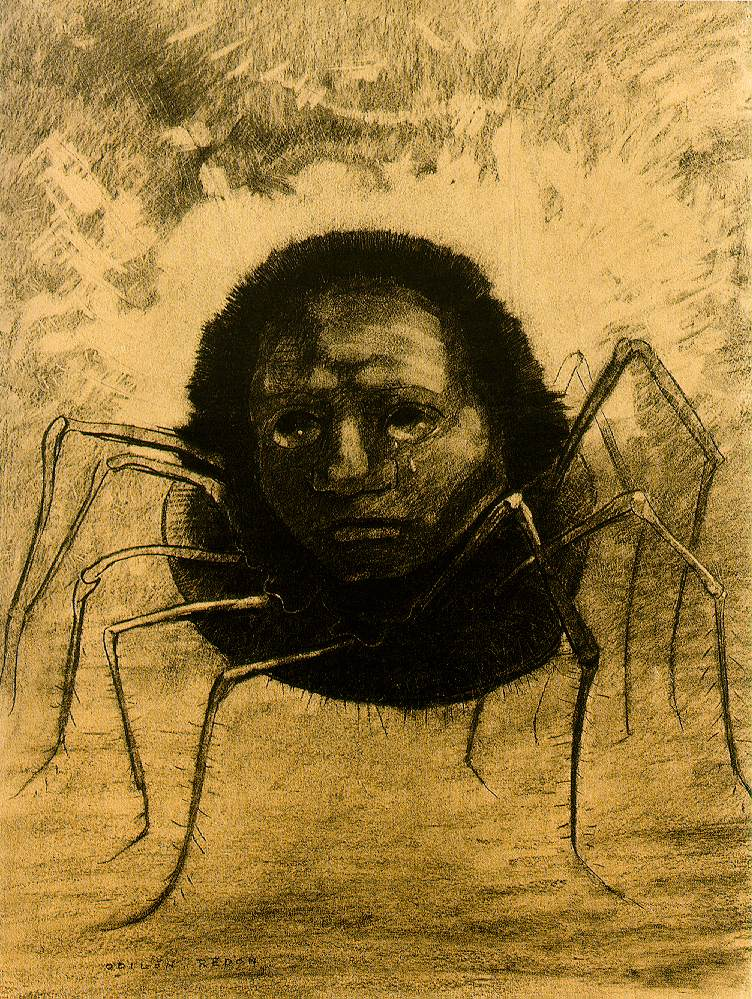
Die weinende Spinne, Kohlezeichnung, 1881

In den 1870er und 1880er Jahren, seiner „schwarzen“ Periode, die seine Kohlezeichnungen umfasst, behandelte Redon literarische, phantastische, aber auch christliche Themen, indem er sie in einen metaphysischen Kontext stellte. Ende der 1880er Jahre wandte er sich erstmals der Farbe zu. Caliban, ein Unhold aus William Shakespeares Der Sturm, ist in seinem Werk häufig vertreten, unter anderem um 1895–1900 in einem kleinen Bild, Der Schlaf des Caliban, das im Musée d’Orsay ausgestellt ist.
Seit 1878 befasste er sich, angeleitet von Henri Fantin-Latour, mit der Technik der Lithographie und konnte so seine Noirs („Schwarze“) genannten Zeichnungen auf Stein übertragen und in Auflagen drucken. In rascher Folge erschienen Lithographien-Serien, die die Traumwelt des Künstlers schilderten: 1879 Dans le Rêve, 1882 Á Edgar Poe, 1883 Les Origines, 1885 Hommage à Goya und 1886 Le Nuit. Die drei Alben, die sich mit Flauberts Die Versuchung des heiligen Antonius auseinandersetzen (1888, 1889, 1896), machen etwa ein Viertel seines lithographischen Werks aus.

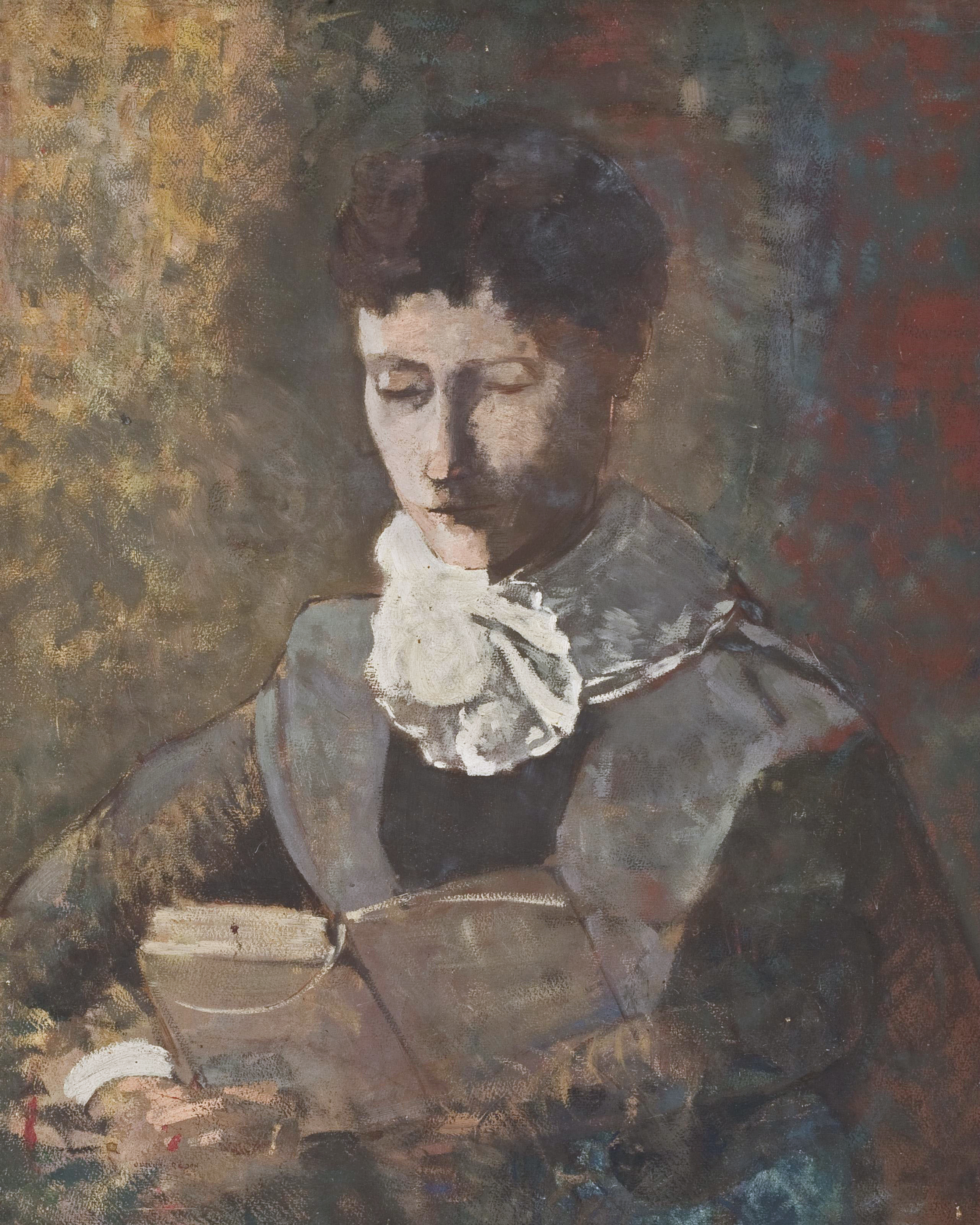
Die lesende Camille Redon, Öl auf Papier, o. J.

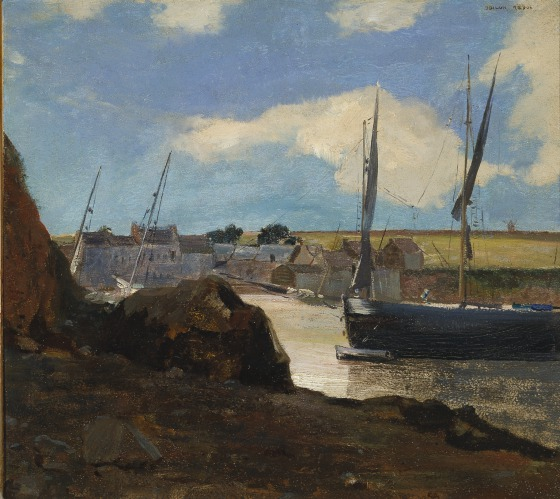
Der Hafen von Morgat, Öl auf Leinwand, 1882 (Dallas Museum of Art)

1880 heiratete er Camille Fargue, die von der Insel Bourbon stammte. Aus der Ehe gingen zwei Söhne hervor, von denen der ältere sechs Monate nach der Geburt verstarb. 1882 wurde der einflussreiche Kritiker Emile Hennequin (1859–1888) auf Redon aufmerksam. In einem Zeitungsartikel verteidigte er seine auf einer Ausstellung im Büro der Tageszeitung Le Gaulois gezeigten Kohlezeichnungen, die vom Publikum heftig angegriffen wurden. Mit der publizistischen Unterstützung von Hennequin und Joris-Karl Huysmans wurde Redon in der Pariser Gesellschaft bekannt.
Im Jahr 1884 wurde er Mitgründer der Société des Artistes Indépendants und des Salon des Indépendants in Paris und war eine Zeit lang zweiter Vorsitzender der Société. Gleichwohl nahm er auf Einladung von Armand Guillaumin 1886 an der letzten Ausstellung der „impressionistischen Gruppe“ teil, da er auch Georges Seurat und Paul Gauguin schätzte. Redon empfand die Malerei der Impressionisten aber letztlich als einengend.
Um 1885 entstand in Paris die junge literarische Bewegung der „Symbolisten“, die sich, beeinflusst von Charles Baudelaire, dem Naturalismus von Victor Hugo und Émile Zola entziehen wollten und der u. a. Paul Verlaine (1844–1896), Stéphane Mallarmé (1842–1898) und Auguste de Villiers de L’Isle-Adam (1838–1889) angehörten. Die Dichter, die sich durch die Einbeziehung von „[…] Traumbildern, Halluzinationen, Erinnerungen und imaginären Schöpfungen“ – „weil alle diese im Leben ein Rolle spielen und sogar bestimmen […]“ – ihre eigene literarische Welt gestalten wollten, sahen den zurückhaltenden Redon als einen der ihren an. Redon konnte jedoch mit ihren Regeln, Theorien und dem 1886 von Jean Moréas veröffentlichten Manifest Le symbolisme wenig anfangen. Im Jahr 1913 war er mit Werken auf der legendären Armory Show in New York vertreten.

## Werk

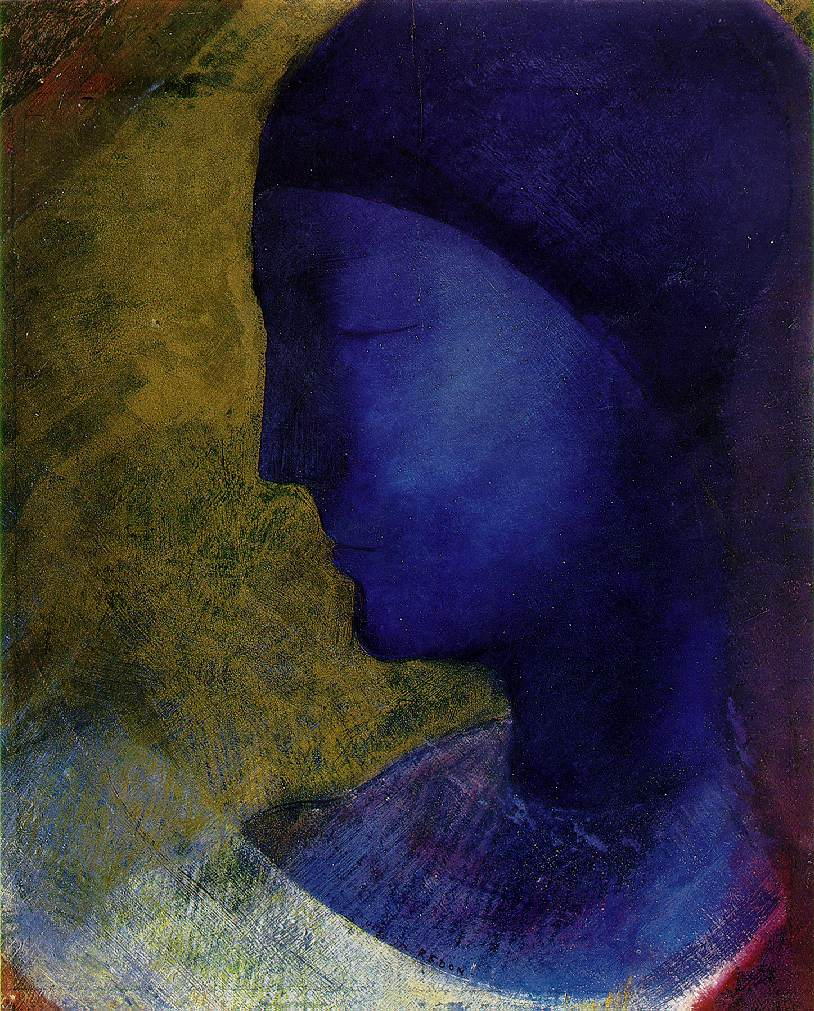
La Cellule d’or, Öl, Gold und Kreide auf Papier, 1892 (British Museum, London)

In seiner „schwarzen Phase“ widmete sich Redon in Kohlezeichnungen und Druckgraphik dem menschlichen Unbewussten mit seinen Ängsten und Albträumen und schuf dabei eindringliche, teilweise unheimliche Werke. Besonders bekannt sind die Zeichnung eines schwarzen Raben, der als Bote des Todes auftritt, sowie die Darstellung einer großen, vielbeinigen Spinne, auf deren schwarz behaartem Körper ein lächelndes Gesicht zu sehen ist. Ein weiteres wichtiges Thema der sogenannten „Alptraumbilder“ sind große Augen bzw. Augäpfel, die den Betrachter scheinbar ansehen. Beispielhaft ist die Zeichnung eines einzelnen Auges, das als Heißluftballon fungiert, sowie ein Ei mit einem Gesicht, das in einen Eierbecher gezwängt einen Raumangst-Traum darstellt.
Er sagt: „Schwarz ist die unbedingteste Farbe. Sie gewinnt ihr Leben und ihre Spannung aus den geheimen, tiefen Quellen der Gesundheit. Das Schwarze fordert Achtung; weit mehr als die leuchtenden Farben der Palette ist es eine geistige Kraft.“
In seiner zweiten Schaffensphase brach Redon völlig mit seinen „schwarzen“ Arbeiten und begann in Gemälden von großer Farbigkeit sowohl Motive aus der Mythologie als auch einer phantastischen Naturgeschichte in bunten Farben und stark abstrahiert darzustellen. Bekannt sind das Bild einer in farbigen Wolken schwebenden Quadriga sowie die stilisierten Darstellungen von Quallen, Muscheln und anderen Meerestieren. Diese vielschichtigen Bilder einer Ideen-Welt leben durch die Tiefe der irisierenden Farbnebel.
Obwohl zeitgleich mit den Malern des Impressionismus entstanden, ist Redons Werk völlig eigenständig und andersartig. Seine Bilder gehen in Inhalt und Form dem Expressionismus und dem Surrealismus voraus. Viele spätere Künstler beriefen sich darum auf Redon. In der Filmkunst übte Redon großen Einfluss auf den dänischen Regisseur Lars von Trier aus, der sich in der Ouvertüre des Films Melancholia beim Porträt von Kirsten Dunst direkt auf La Cellule d'Or bezieht.
Im Jahr 1964 wurden Arbeiten von ihm auf der documenta III in Kassel in der Abteilung Handzeichnungen gezeigt.

## Werke (Auswahl)

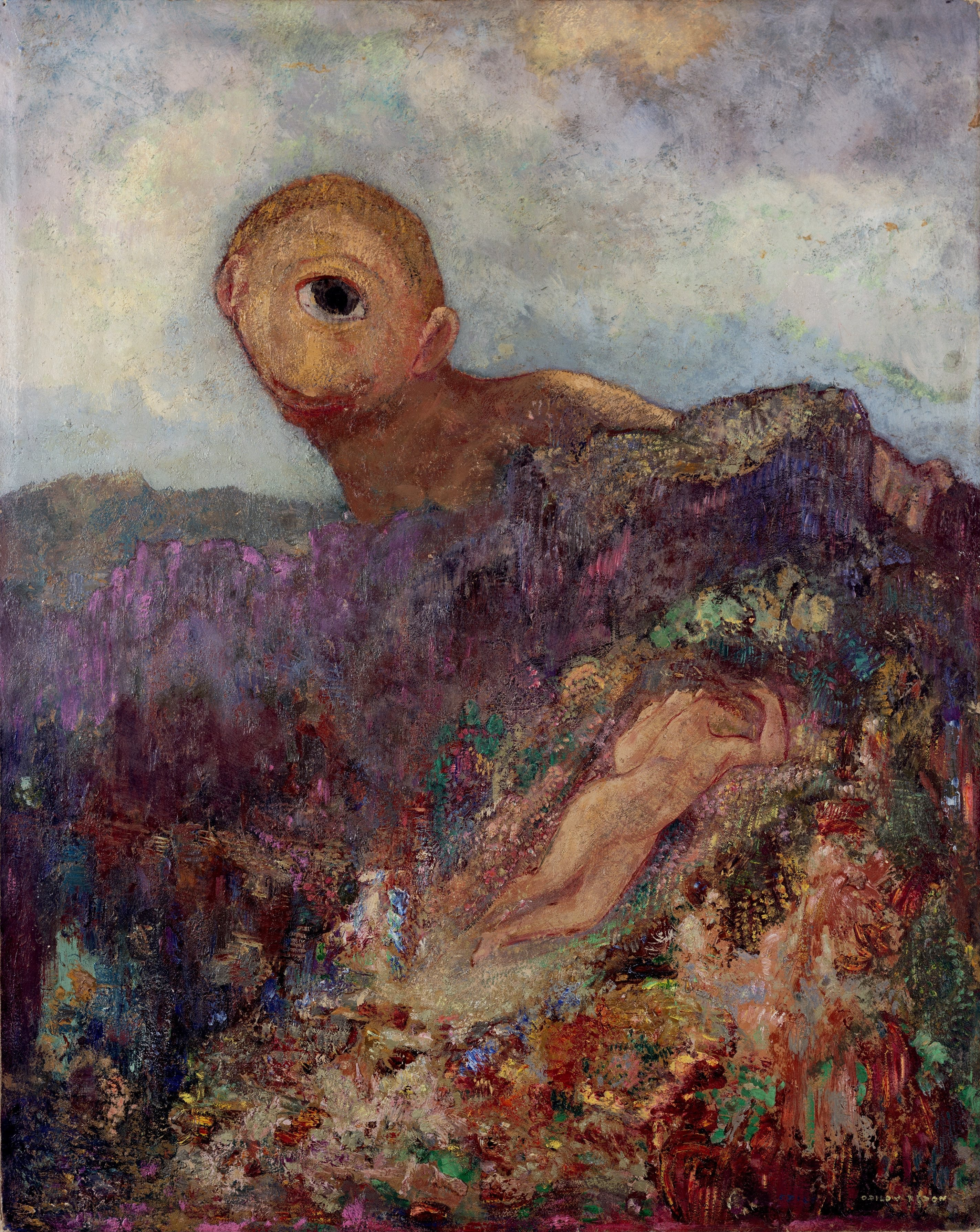
Der Zyklop, Öl auf Holz, um 1898 (Kröller-Müller Museum, Otterlo, Niederlande)

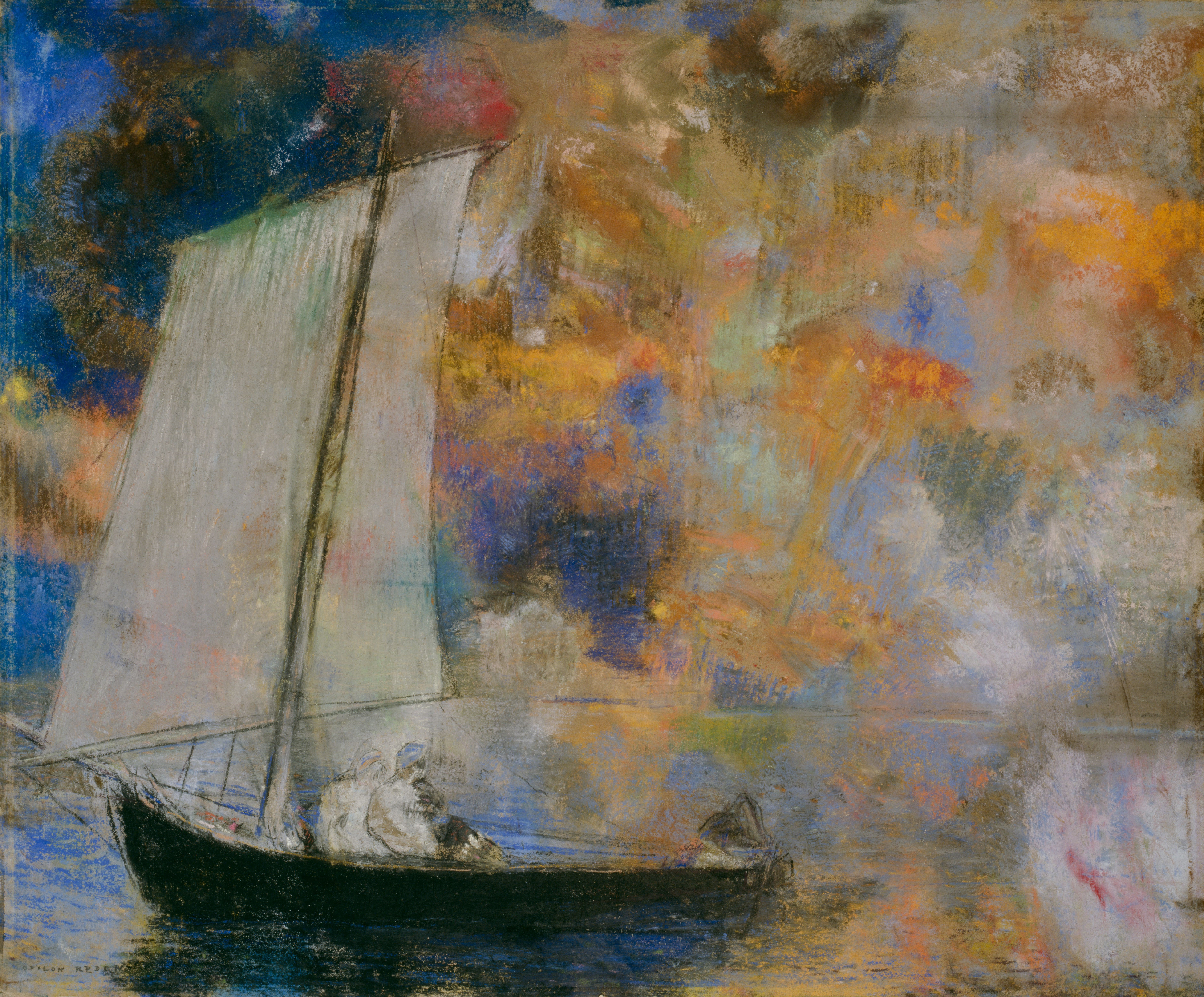
Apparition, Öl auf Leinwand, 1890er Jahre (Princeton University Art Museum)

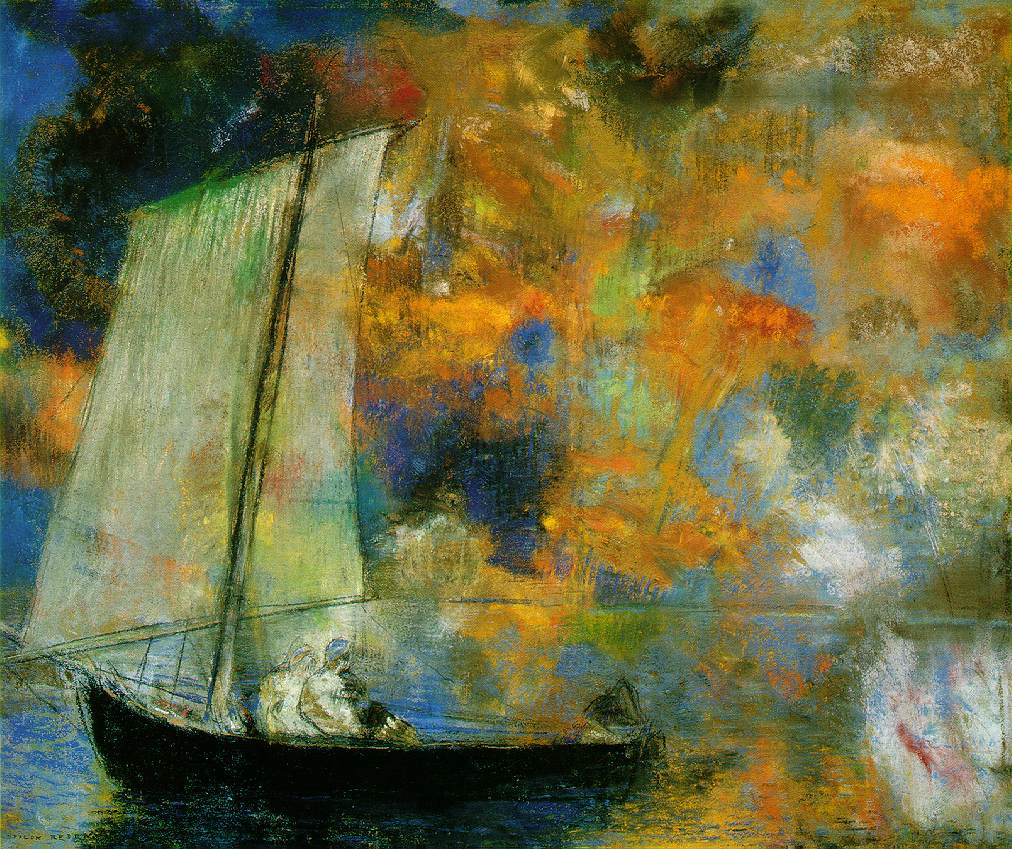
Nuages fleuris, Pastell-Mischtechnik, 1903 (Chicago Art Institute)

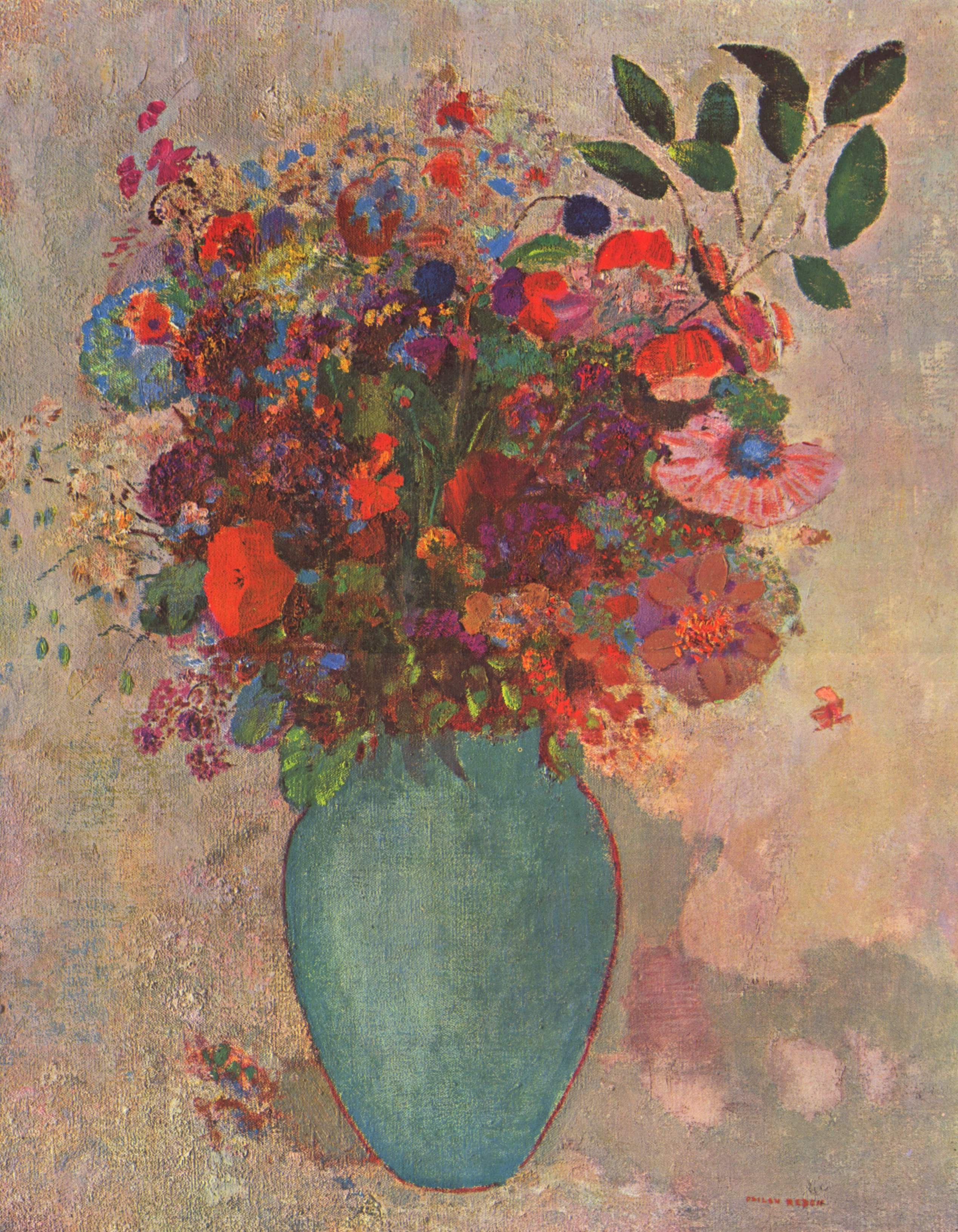
Die Türkisvase, um 1911

- 1866: Rose dans un vase (Musée national des beaux-arts, Algier)
- 1867: Mon portrait, Öl auf Holz (Musée d’Orsay, Paris)
- 1868: Roland à Roncevaux (Musée des Beaux-Arts, Bordeaux)
- 1875–1884: Port breton, Öl auf Papier auf Karton (Kunstmuseum Winterthur)
- 1878: Eye-Balloon („Augen-Ballon“, 1878; Museum of Modern Art, New York)
- 1878: Esprit gardien des eaux
- 1880: Autoportrait („Selbstbildnis“; Musée d’Orsay, Paris)
- 1881: L’Araignée qui pleure („Die weinende Spinne“), Kohlezeichnung (Privatsammlung, Niederlande)
- 1881: L’Homme cactus („Der Kaktusmann“; Ian Woodner Family Collection, New York)
- 1881: Caliban (Musée d’Orsay, Paris)
- 1882: Le Port de Morgat („Der Hafen von Morgat“), Öl auf Leinwand, 27 × 30 cm (Dallas Museum of Art)
- 1882: Le Corbeau, Kohlezeichnung (National Gallery of Canada, Ottawa)
- 1885: Le Fou ou La Folie. Tête coiffée d’un bonnet, Kohlezeichnung (Musée d’Orsay, Paris)
- 1890: Les Yeux Clos (Musée d’Orsay, Paris)
- 1890: Village breton (National Gallery of Art, Washington)
- 1890: Vieillard ailé barbu, Pastell (Musée d’Orsay, Paris)
- 1890: Esprit de la forêt (Privatsammlung)
- um 1890–1895: Dame aux fleurs, Öl auf Leinwand (Honolulu Museum of Art)
- 1890er Jahre: Les arbres, Kohlezeichnung, 50,2 × 37,5 cm (Museum of Fine Arts, Houston)
- 1890er Jahre: Apparition, Öl auf Leinwand, 50 × 65 cm (Princeton University Art Museum)
- 1892: La Cellule d’or, Öl, Gold und Kreide auf Papier, 30,1 × 24,7 cm (British Museum, London)
- 1892: Saint Jean, Pastell und Kohle (Privatsammlung)
- um 1893–1894: L’Enfant devant l’aurore boréale, Pastell auf Papier, 27 × 26,8 cm (Musée des beaux-arts, Dijon)
- 1896: Le Christ au sacré coeur
- um 1898 (oder um 1914): Le Cyklope („Der Zyklop“), Öl auf Karton (Kröller-Müller Museum, Otterlo, Niederlande)
- um 1900: Vision dans les nuages, Öl auf Leinwand, 83 × 67 cm (Musée des beaux-arts, Dijon)
- 1900: Baronne Robert de Domecy, Öl auf Leinwand, 74 × 68 cm (Musée d’Orsay, Paris)
- um 1900–1905: Ophélie, Pastell auf Papier (Dian Woodner Collection, New York)
- 1900er Jahre: Vase aux fleurs, Pastell, 46,2 × 38,7 cm (Princeton University Art Museum)
- 1901: Arbres sur un fond jaune, Öl, Tempera, Kohle und Pastell auf Leinwand, 24,7 × 17,3 cm (Musée d’Orsay, Paris)
- 1903: Nuages fleuris, Pastell-Mischtechnik, 44,5 × 54,2 cm (Chicago Art Institut)
- 1904: Weibliche Silhouette inmitten von Blumen (Privatsammlung)
- um 1905: Initiation à l’étude. Deux jeunes femmes, Öl auf Leinwand, 93 × 65 cm (Dallas Museum of Art)
- um 1905: Le Char d’Apollon, 60 × 73 cm („Der Wagen des Apoll“; Clemens-Sels-Museum, Neuss)
- 1905: Christ en croix (Musée d’Orsay, Paris)
- um 1905–1908: Ophélie parmi les fleurs (National Gallery, London)
- 1905–1909: Vase mit Mohnblumen, Öl auf Leinwand, 54,9 × 65,5 cm (Privatsammlung)
- um 1906: Le Pavot Rouge (Musée d’Orsay, Paris)
- 1906–1907: Le Bouddha, Pastell auf farbigem Papier, 90 × 73 cm (Musée d’Orsay, Paris)
- 1907: Pégase sur son roc, Öl auf parkettiertem Karton
- um 1908: Le Rêve, Öl auf Leinwand, 73 × 54 cm (Kunstmuseum Winterthur)
- 1909: Fleurs, Öl auf Leinwand, 81 × 100 cm (Privatsammlung)
- um 1909–1910: Roger et Angélique (Kröller-Müller Museum, Otterlo, Niederlande)
- um 1910: Crucifixion („Kreuzigung“; Musée d’Orsay, Paris)
- um 1910: Papillons („Schmetterlinge“), Öl auf Leinwand, 73,9 × 54,9 cm (Museum of Modern Art, New York)
- 1910: Portrait de Violette Heymann, Pastell, 72 × 92 cm (Cleveland Museum of Art)
- um 1910: Le Bateau rouge, Öl auf Leinwand, 54 × 73 cm (Kunstmuseum Winterthur)
- um 1910–1912: Saint Sébastien, Öl auf Leinwand, 144 × 62,5 cm (National Gallery of Art, Washington)
- um 1911: Die Türkisvase, Öl auf Leinwand, 65 × 50 cm (Kunstmuseum Winterthur)
- um 1912: Adam et Eve, Öl auf Leinwand, 21,5 × 16 cm (Kunstmuseum Winterthur)
- um 1912: Les Anémones, Öl auf Leinwand, 54 × 73 cm (Kunstmuseum Winterthur)
- 1912: La Coquille, Pastell (Musée d’Orsay, Paris)
- 1912: La Naissance de Vénus, Öl auf Leinwand (Museum of Modern Art, New York)
- um 1914: Hommage à Léonard de Vinci, Pastell (Stedelijk Museum, Amsterdam)
- 1914: Pandore, Öl auf Leinwand, 143,5 × 62,2 cm (Metropolitan Museum of Art, New York)

### Galerie

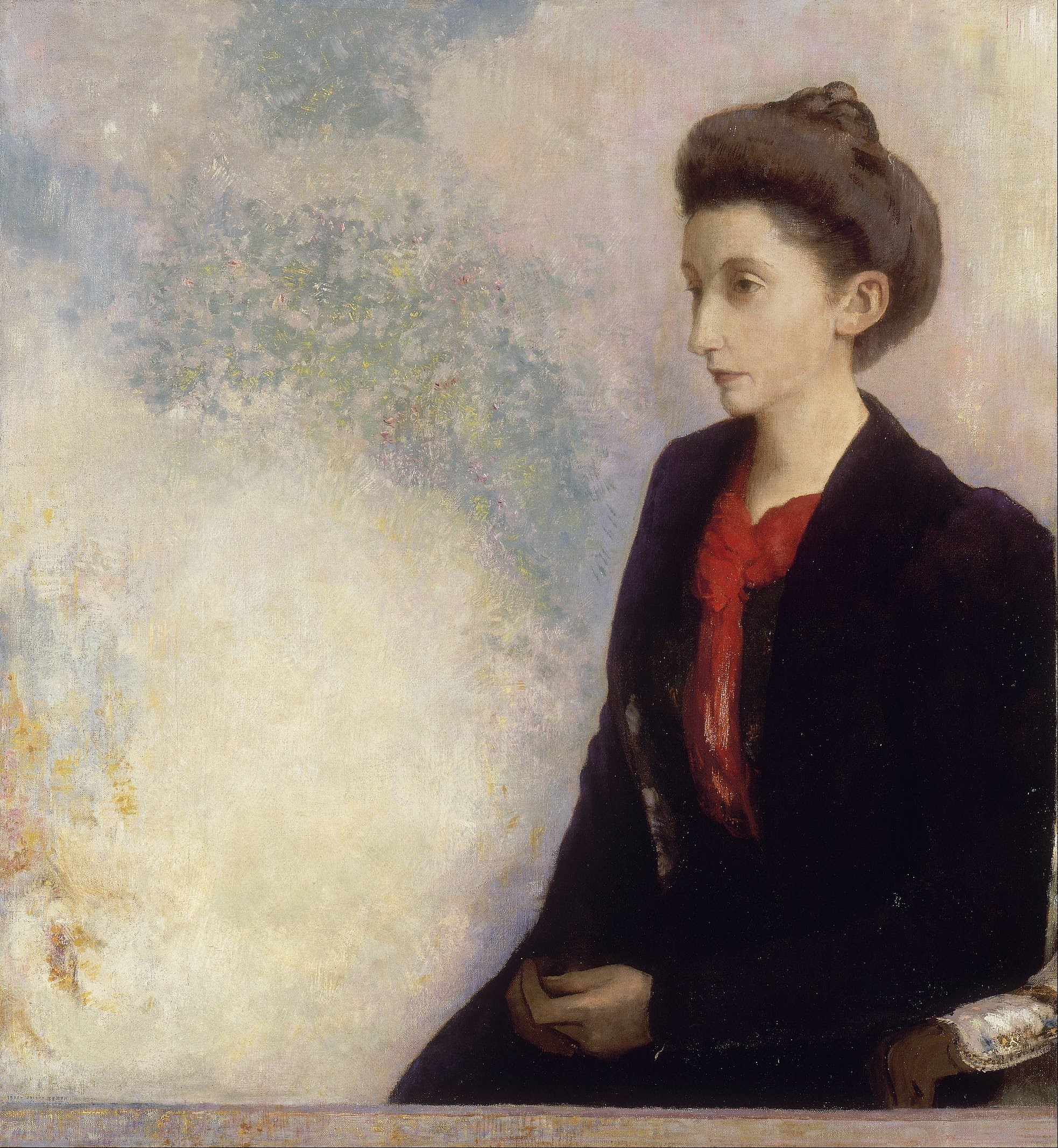
Baronne Robert de Domecy, Öl auf Leinwand, 1900 (Musée d’Orsay, Paris)
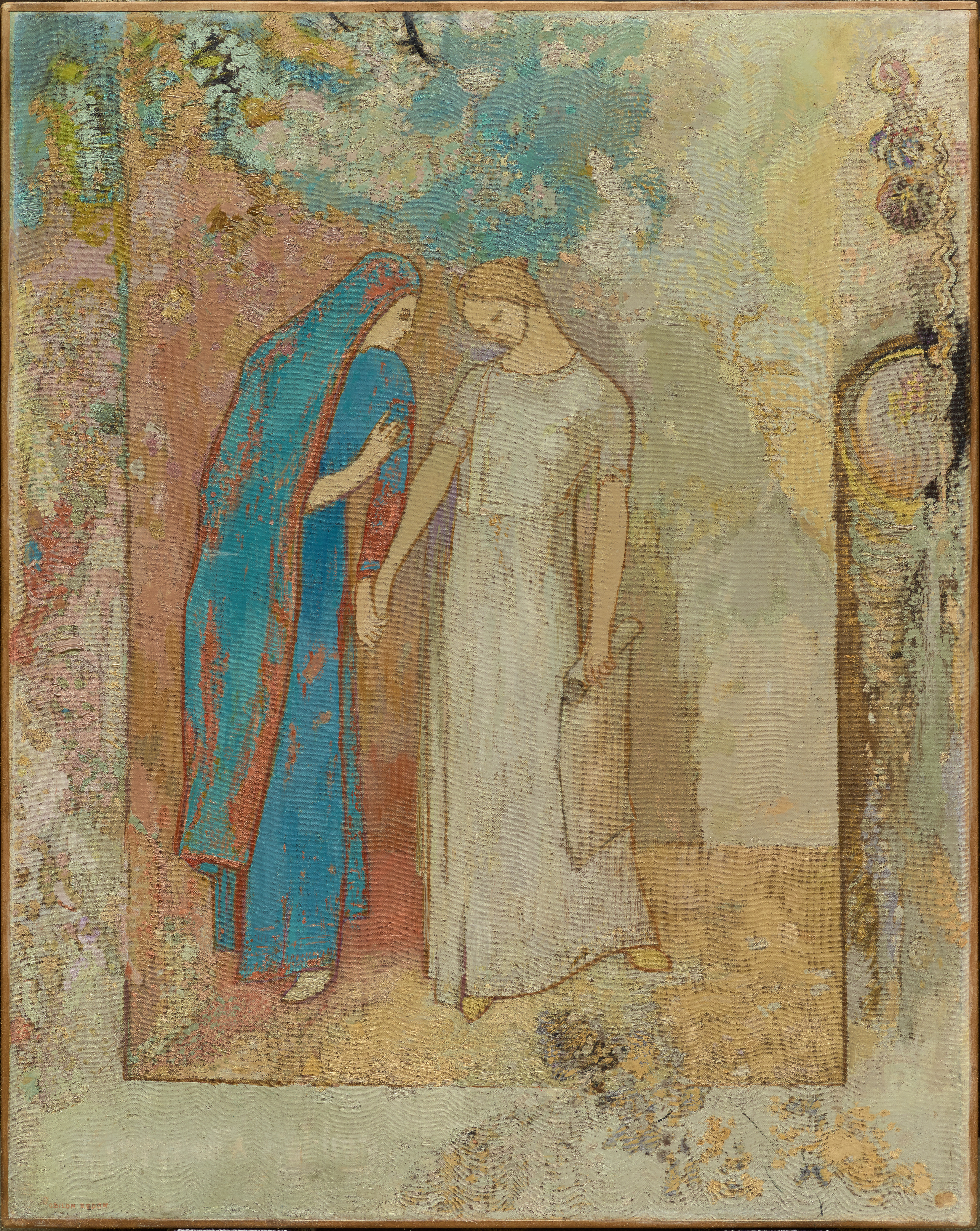
Initiation à l’étude. Deux jeunes femmes, Öl auf Leinwand, 1905 (Dallas Museum of Art)
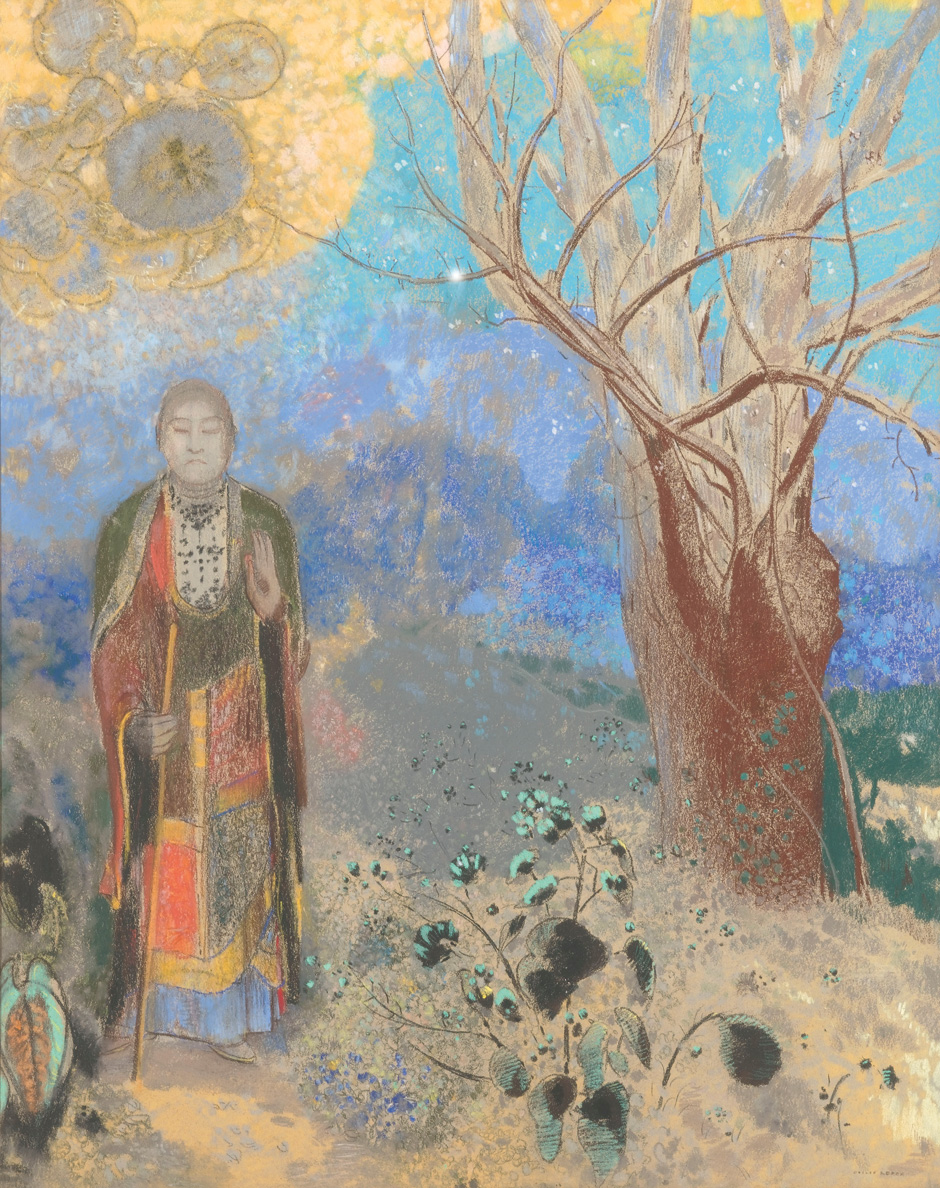
Le Bouddha, Pastell auf farbigem Papier, 1906–1907 (Musée d’Orsay, Paris)
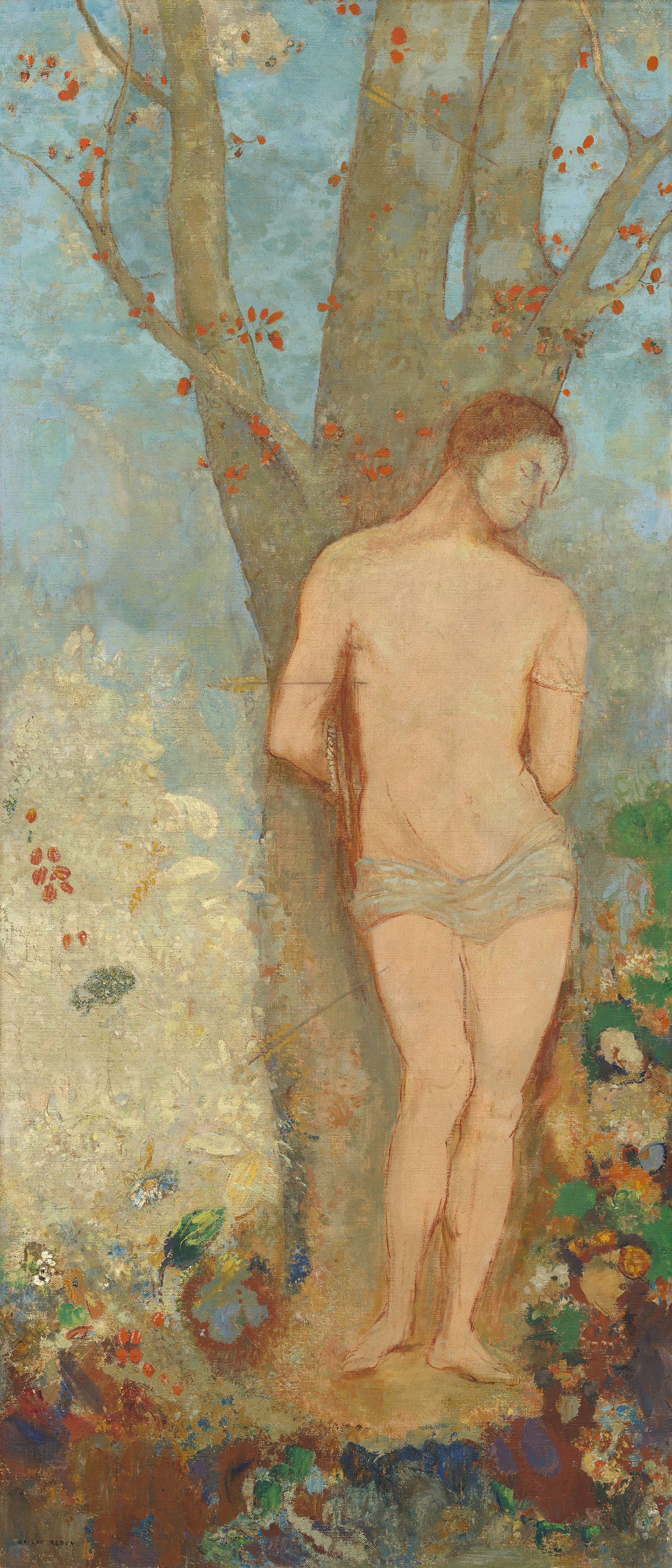
Saint Sébastien, Öl auf Leinwand, um 1910–1912 (National Gallery of Art, Washington)
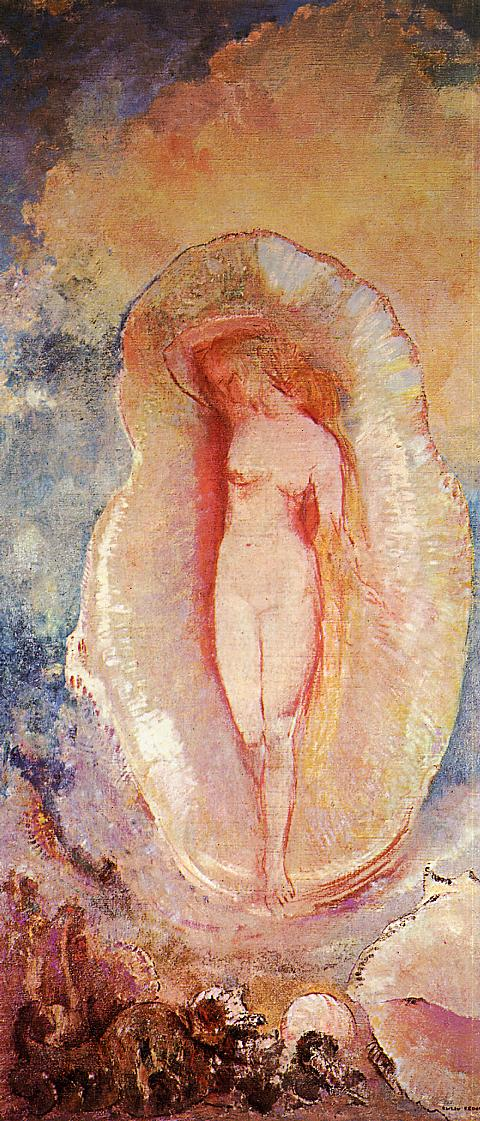
La Naissance de Vénus, Öl auf Leinwand, 1912 (Museum of Modern Art, New York)
Pandore, Öl auf Leinwand, 1914 (Metropolitan Museum of Art, New York)

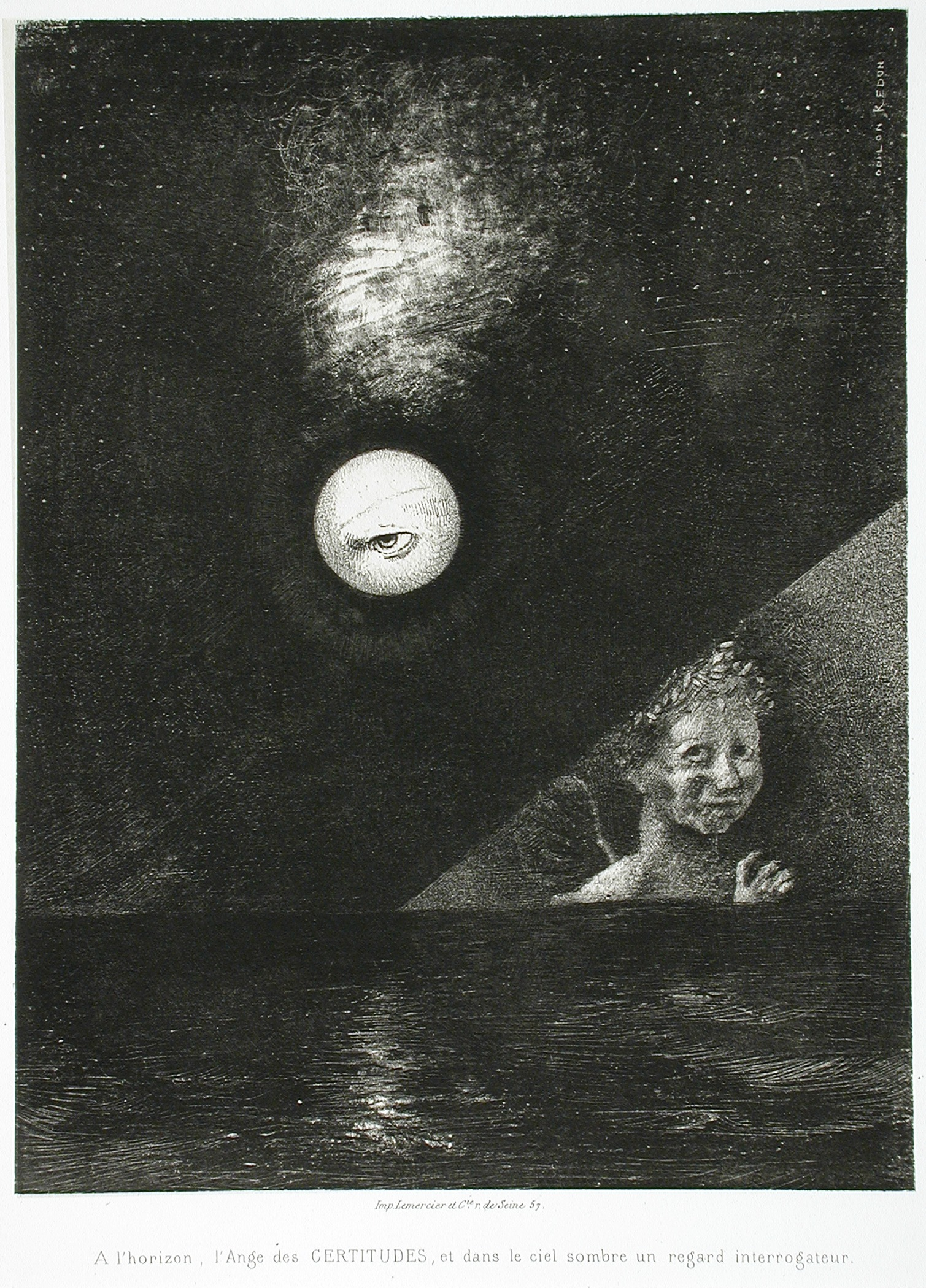
À l’horizon l’Ange des Certitudes, et dans le ciel sombre, un regard intérrogateur, Lithographie aus dem Zyklus À Edgar Poe, 1882

### Drucktechnik
- 1879: Dans le rêve, zehn lithographische Blätter in Albumform (Lemercier, Paris; 25 Exemplare); darin u. a. Divine Omniscience
- 1882: À Edgar Poe, sechs Lithographien und ein Frontispiz (Lemercier, Paris; 50 Ex.)
- 1883: Les Origines, acht Lithographien und ein Frontispiz (Lemercier, Paris; 25 Ex.)
- 1885: Hommage à Goya, sechs Lithographien (PLemercier, Paris; 50 Ex.)
- 1886: La Nuit, zehn Lithographien (Lemercier, Paris; 50 Ex.)
- 1887: L’araignée, elle sourit, les yeux levés, Lithographie (Lemercier, Paris; Fonds Musée d’Orsay, Département des arts graphiques des Musée du Louvre)
- 1888: La Tentation de saint Antoine, zehn Lithographien (Becquet, Paris) und ein Frontispiz, Text von Gustave Flaubert (Deman, Brüssel; 58 Ex.)
- 1889: À Gustave Flaubert, zweite Serie, sechs Lithographien und ein Frontispiz (Becquet, Paris; 60 Ex.)

### Ausstellungskataloge
- Douglas W. Druick (Hrsg.): Odilon Redon, Prince of Dreams. Abrams, New York 1994 (gemeinsamer Ausstellungskatalog von Art Institute of Chicago, Van Gogh Museum, Amsterdam, und Royal Academy of Arts, London).
- Jodi Hauptman: Beyond the Visible: The Art of Odilon Redon. New York 2005 (Ausstellungskatalog des Museum of Modern Art, 30. Oktober 2005 – 23. Januar 2006).
- Herwig Todts: Goya, Redon, Ensor: Grotesque Paintings and Drawings. Tielt 2009 (Ausstellungskatalog des Koninklijk Museum voor Schone Kunsten, Antwerpen, 14. März – 14. Juni 2009).
- Raphaël Bouvier (Hrsg.): Odilon Redon. Hatje Cantz Verlag, Ostfildern 2014 (Ausstellungskatalog der Fondation Beyeler, Riehen BS, 2. Februar – 18. Mai 2014).